# Hațeg
Hațeg là một thị xã thuộc hạt Hunedoara, România. Dân số thời điểm năm 2002 là 10935 người.